# Brunost

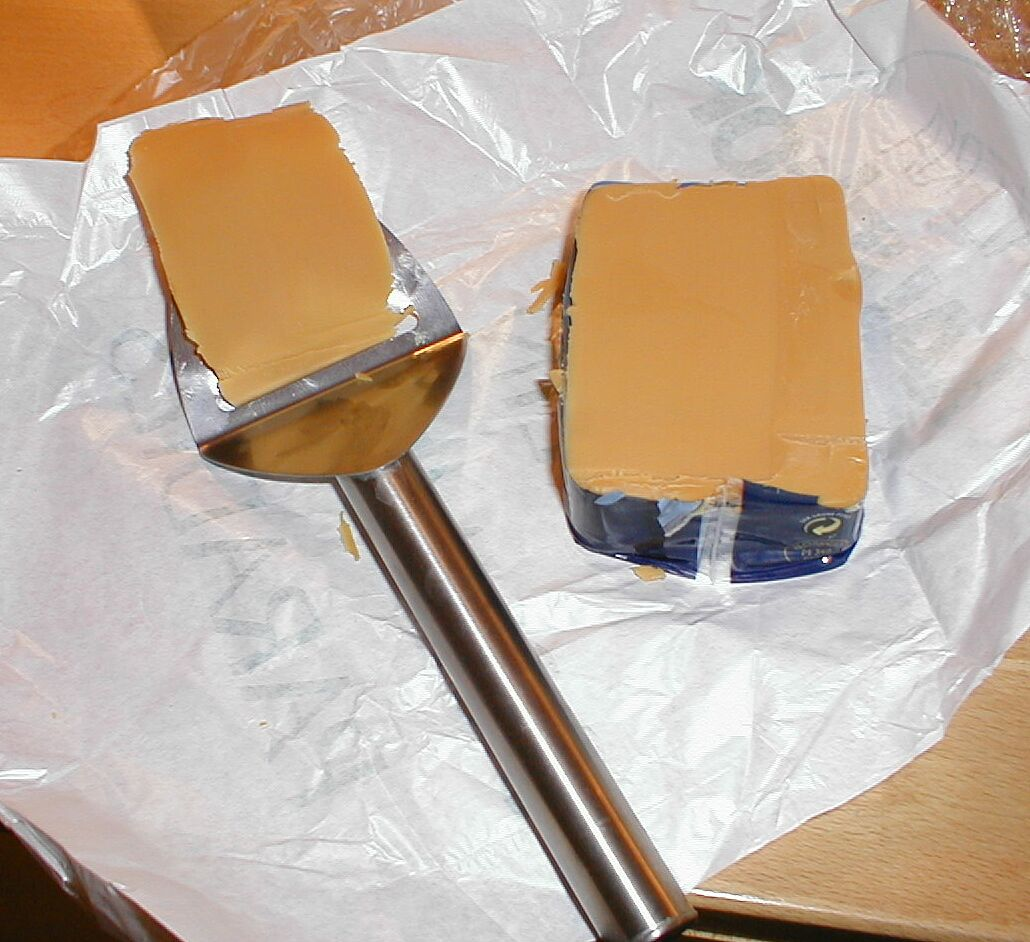
Brunost met een kaasschaaf

Brunost is bruine geitenkaas uit Noorwegen. Hij heeft een sterke karamelsmaak. Het woord 'brunost' betekent letterlijk bruine kaas in het Noors, terwijl 'geitost' Noors is voor geitenkaas.
In tegenstelling tot wat de naam suggereert, is brunost geen echte kaas, maar zogenoemde weikaas, omdat hij wordt gemaakt door de wei die na kaasproductie overblijft in te koken. Aan het einde van het proces wordt wat room toegevoegd. Bij het inkoken treedt de maillardreactie op tussen in de wei aanwezige aminozuren en lactose, vandaar de karamelachtige, zoete smaak en bruine kleur.
Er bestaan verschillende soorten brunost. De soort G35, de zogenaamde Gudbrandsdalost (letterlijk `kaas uit het Gudbrandsdal'), is het meest gangbaar. Deze is gemaakt van gelijke delen koemelk en geitenmelk. De soort ekte geitost is uitsluitend van geitenmelk gemaakt en smaakt sterker en wranger. Een milder smakende soort is de fløytemysost, die uitsluitend van koemelk en room wordt gemaakt.
Volgens velen zou de Gudbrandsdalost, en daarmee de brunost, in de 19e eeuw uitgevonden zijn door het melkmeisje Anne Hov uit het Gudbrandsdal. Maar de bereiding van brunost is al veel ouder: in de Nordlands Trompet, een gedicht van de dominee-dichter Petter Dass uit 1674, wordt al gesproken van de bereiding van kaas uit wei.